# Edia
Edia is een geslacht van vlinders van de familie grasmotten (Crambidae), uit de onderfamilie Odontiinae.

## Soorten
- E. coolidgei Dyar, 1921
- E. extralinea Dyar, 1914
- E. minutissima Smith, 1905
- E. semiluna Smith, 1905